# Lissonota elongator
Lissonota elongator là một loài tò vò trong họ Ichneumonidae. Loài này được Schiodte miêu tả khoa học lần đầu tiên năm 1839.